# Стець Назарій Романович
Назарій Романович Стець (нар. 13 червня 1991, м. Копичинці, Тернопільська область) — український музикант-віртуоз, артист-соліст-інструменталіст. Лавреат першої премії всеукраїнського конкурсу «Веселкове Надзбруччя» (2001), премії імені Ревуцького (2018). Заслужений артист України (2024).

## Життєпис
Назарій Стець народився 13 червня 1991 року в місті Копичинцях, нині Копичинецької громади Чортківського району Тернопільської области України.
Закінчив Тернопільське державне музичне училище ім. С. Крушельницької (2010; клас контрабаса в народного артиста України Василя Феленчака), Національну музичну академію ім. П. Чайковського (2015; диплом магістра з відзнакою; клас заслуженого артиста України Олександра Мельника). У 2015—2018 роках проходив асистентуру-стажування в останньому навчальному закладі. Працював у Галицькому муніципальному камерному оркестрі, симфонічному та камерному оркестрі Тернопільської обласної філармонії, оркестрі Тернопільського драматичного театру ім. Т. Шевченка; від 2011 — у Національному ансамблі солістів «Київська Камерата»; 
У 2017—2018 роках працював викладачем по класу контрабаса та камерного ансамблю Національної музичної академії ім. П. Чайковського.
Співпрацював з оркестрами Національної опери України, Українського радіо, Національним камерним оркестром «Київські солісти», Національним симфонічним оркестром, оркестром «Віртуози Києва», «ICulture orchestra» (Польща), «Moldovian Youth symphony orchestra» (Молдова). Гастролював у Грузії, Молдові, Польщі, Франції, Білорусі, Люксембурзі, Омані, Кувейті, Бахрейні, Туреччині, Німеччині, Румунії, Великій Британії, США, Швейцарії та Японії.
Виступав як соліст та в складі «Ensemble Nostri Temporis», «Ulysses Ensemble», «Ricochet», «Open Opera», «New Era Orchestra», «Nova Opera» та «Sed Contra Ensemble» на таких фестивалях сучасної музики: «Warsaw Autumn» (Польща), «Septembre Musical» (Швейцарія), «Manifeste» (Франція), «Britten-Pears Young Artist Programme» (Велика Британія), «Mishima Contemporary Music Days» (Японія), «2 Дні і 2 Ночі нової музики», «Контрасти», «Київ Музик Фест», «Одеса-Классік», «ГогольFest», Kyiv Contemporary Music Days (Україна).
Від 2015 року співпрацює з агенцією та однойменним ансамблем UKHO. За 3 сезони було здійснено записи трьох монографічних CD для лейблів Winter & Winter, Kairos та Naxos із музикою Тошіо Хосокава, Стефано Джервазоні та Алессандро Сольбіаті, організовано три диригентських воркшопи, три воркшопи для молодих композиторів та здійснено три оперних постановки — «Limb» (Stefano Gervasoni), «Luce mie tradici» (Salvatore Sciarrino) та «Pane, Sale, Sabbia» (Carmine Cella).
Був першим виконавцем контрабасових концертів Золтана Алмаші, Сергія Пілютікова, Едварда Кравчука, Аліси Заїки (Україна), Олександра Левковича (Канада), Юлії Мондуччі (Італія) та Мерісона Боргеса (Бразилія).
Грає на контрабасі, який у 2014 році виготовив майстер Микола Тамбовський в США.
У 2008 році був одним із засновників колективу «Brio», який виконує музику в етно-джазовому стилі.

## Нагороди
- заслужений артист України (7 листопада 2024) — за вагомий особистий внесок у розвиток національної культури і мистецтва, вагомі творчі здобутки та високу професійну майстерність[3].